# Østerbæk (Sydslesvig)
Østerbæk (dansk) eller Osterbek (tysk) er et mindre vandløb i det nordlige Tyskland, beliggende i det sydøstlige Sydslesvig ved Egernførde. Åen udspringer syd for landsbyen Østerby ved Hyttenbjerge, passerer Østerby, Mølskov, skovområdet Dyrvad og Gøteby-Holm, inden den munder ud i Slien (Store Bredning). Sammesteds udmunder ligeledes Nølsbækken, som udspringer ved Hytten i Hyttenbjerge.
Østerbækken danner sammen med Bulsø, Snapsø og Vindeby Nor halvøens Svans grænse mod syd. Åen, som endnu lader sig opstemme, har sandsynligvis været sejlbar fra Slien til Dyrvad, hvor Dannevirkets Østervold strakte sig hen imod Vindeby Nor, som tidligere har dannet den indre del af Egernfjord. Østervoldens formål var, at beskytte halvøen Svans mod sydfra kommende tropper.